# Aver-o-Mar
Aver-o-Mar era una freguesia portuguesa del municipio de Póvoa de Varzim, distrito de Oporto.

## Geografía
A Ver-o-Mar Sur, que con una parte del Bairro Norte forma el Agro-Velho, es una área de carácter urbano y de baño.
Por otro lado, Santo André es un área con un carácter bastante propio de identidad pesquera, situada en el extremo norte de la ciudad, pero muy relacionada con el Bairro Sul que se sitúa en el extremo sur.
El río do Esteiro divide la freguesia en dos partes.

## Historia
Aver-o-Mar era una antigua aldea pesquera y agrícola situada al norte de Póvoa de Varzim. Abonemar es el topónimo más antiguo de Aver-o-Mar y data de 1099. En la actualidad, se considera una extensión de Póvoa, a pesar de tener el estatuto de villa. Es freguesia desde 1922, año en que se separó de Amorim. Aver-o-Mar se desarrolló en las últimas décadas del siglo XX, a partir del área rural, viéndose cada vez más envuelta por edificios urbanos, lo que llevó a que los poderes políticos le confirieran el estatuto de villa en 2003, aunque existieran planes para incluir la freguesia en la ciudad de Póvoa de Varzim, habiendo sido integrada oficialmente en 2006. De hecho, ya en el siglo XVII existía una fuerte analogía entre Póvoa de Varzim y Aver-o-Mar; esta última era una tierra de pescadores-labradores, y así, una provisión real la unió a un lugar del norte de Póvoa de Varzim.
Fue suprimida el 28 de enero de 2013, en aplicación de una resolución de la Asamblea de la República portuguesa promulgada el 16 de enero de 2013 al unirse con las freguesias de Amorim y Terroso, formando la nueva freguesia de Aver-o-Mar, Amorim e Terroso.

## Organización territorial
La freguesia estaba dividida en dieciocho lugares: Agro-Velho, Aldeia Nova, Boucinha, Caramuja, Fontes Novas, Fragosa, Mourincheira, Paço, Paranho, Paranho de Areia, Palmeiro, Perlinha, Finisterra, Paralheira, Refojos, Sencadas, Santo André y Sesins.

## Asociaciones
- Averomar Futebol Clube - constituido en 1983 y posee como colores el rojo y el blanco.

## Sitios de Interés
- Iglesia Románica de San Pedro de Rates
- Ciudad de Terroso
- Fortaleza de Nuestra Señora de la Concepción
- Antiguo Acueducto
- Monumentos Escultóricos
- Beata Alexandrina de Balasar